# Nätmönstrad mullvadssalamander
Nätmönstrad mullvadssalamander  (Ambystoma cingulatum) är ett stjärtgroddjur i familjen mullvadssalamandrar som finns i sydöstra USA.

## Utseende
Den nätmönstrade mullvadssalamandern har ett mycket skiftande utseende, med ljusa, gråaktiga fläckar till linjer på en mörkare bakgrund, som ger ett frostat eller nätmönstrat intryck. Salamandern är liten, med en längd från 9 till 13 cm. Hanarna är något kortare, och har en något mera svullen kloak än honorna. Larverna har en mörkbrun ovansida, och en ljusbrun buksida. Längs ovansidan har de en strimma som först är gul, men sedan bleknar, och som kan behållas upp till ett år efter förvandlingen.

## Utbredning
Arten finns i sydöstra USA från södra South Carolina till norra och centrala Florida.

## Vanor
Salamandern lever underjordiskt och visar sig endast i samband med kraftiga regnväder. Den livnär sig främst av insekter och daggmaskar. Larvernas matvanor i det fria är inte kända, men i fångenskap tar de daggmask, små kräftdjur som gälbladfotingar (Anostraca) och märlkräftor samt mygglarver. Litet är känt om salamanderns aktivitet eftersom den till stor del lever underjordiskt, men det är troligt att den är aktiv under vintern.

### Fortplantning
Leken sker i temporära vattensamlingar som diken, pölar i träsk och liknande, dit de vuxna djuren vandrar under regnväder eller efter sådana, när marken är mättad med fuktighet, mellan oktober och januari. Äggen läggs emellertid på låglänta landområden, antingen öppet på bar jord, eller dolda under nerfallna grenar, vissna löv, i mossa och liknande substrat. Efter det att äggläggningsplatserna har vattenfyllts av höstregnen börjar äggen utvecklas, och kläcks efter ungefär 2 veckor. Larvutvecklingen tar 3 till 5 månader. De fullbildade djuren är könsmogna efter ett år, men parar sig vanligtvis inte förrän efter ytterligare ett år.

## Status
Den nätmönstrade mullvadssalamandern är klassificerad som sårbar ("VU", underklassificering "A2c"), framför allt på grund av habitatförlust genom skogsplantering, intensifierat jordbruk och byggnation. Utdikning och betesfångst kan också innebära hot.